# Labrisomus kalisherae
Labrisomus kalisherae är en fiskart som först beskrevs av Jordan, 1904.  Labrisomus kalisherae ingår i släktet Labrisomus och familjen Labrisomidae. Inga underarter finns listade i Catalogue of Life.